# Graphium sarpedon
Graphium sarpedon är en fjärilsart som först beskrevs av Carl von Linné 1758.  Graphium sarpedon ingår i släktet Graphium och familjen riddarfjärilar. Inga underarter finns listade i Catalogue of Life.

## Bildgalleri

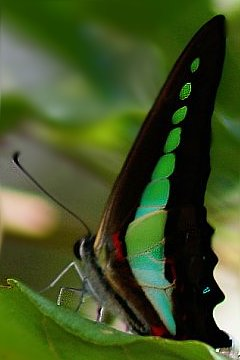
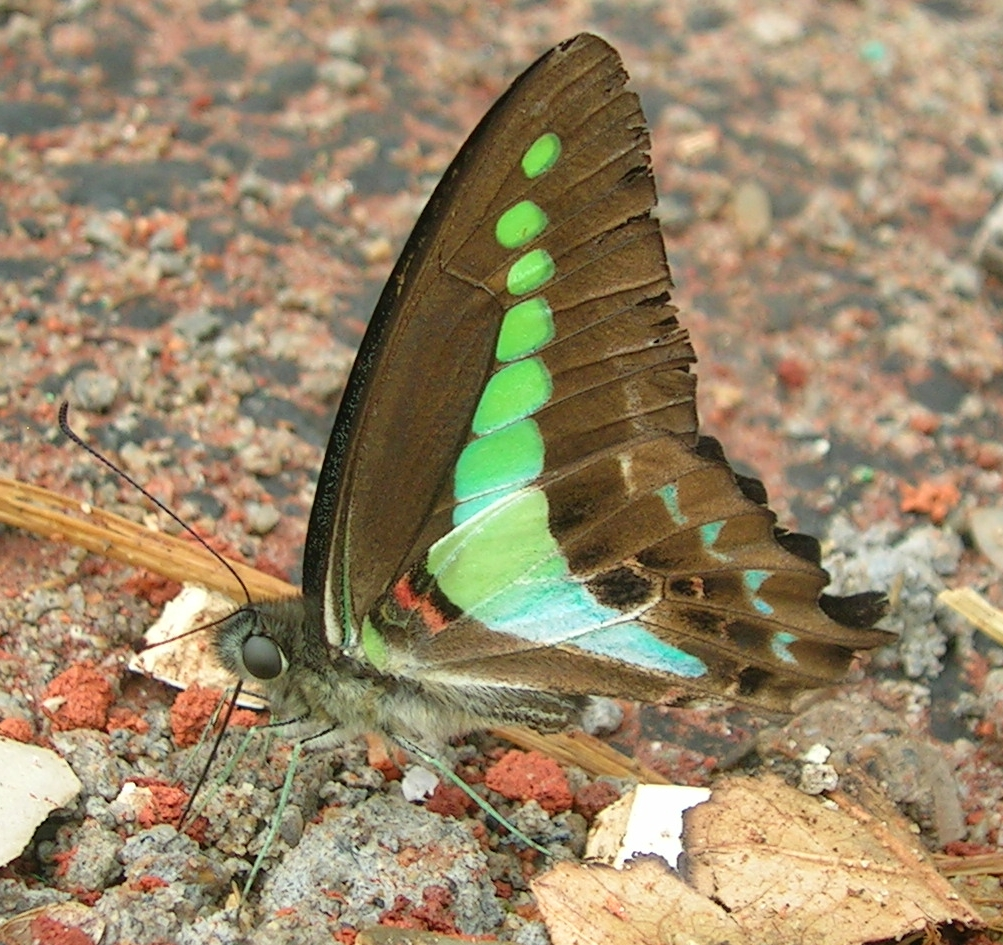
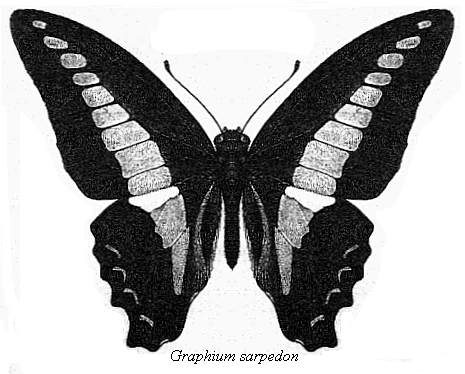
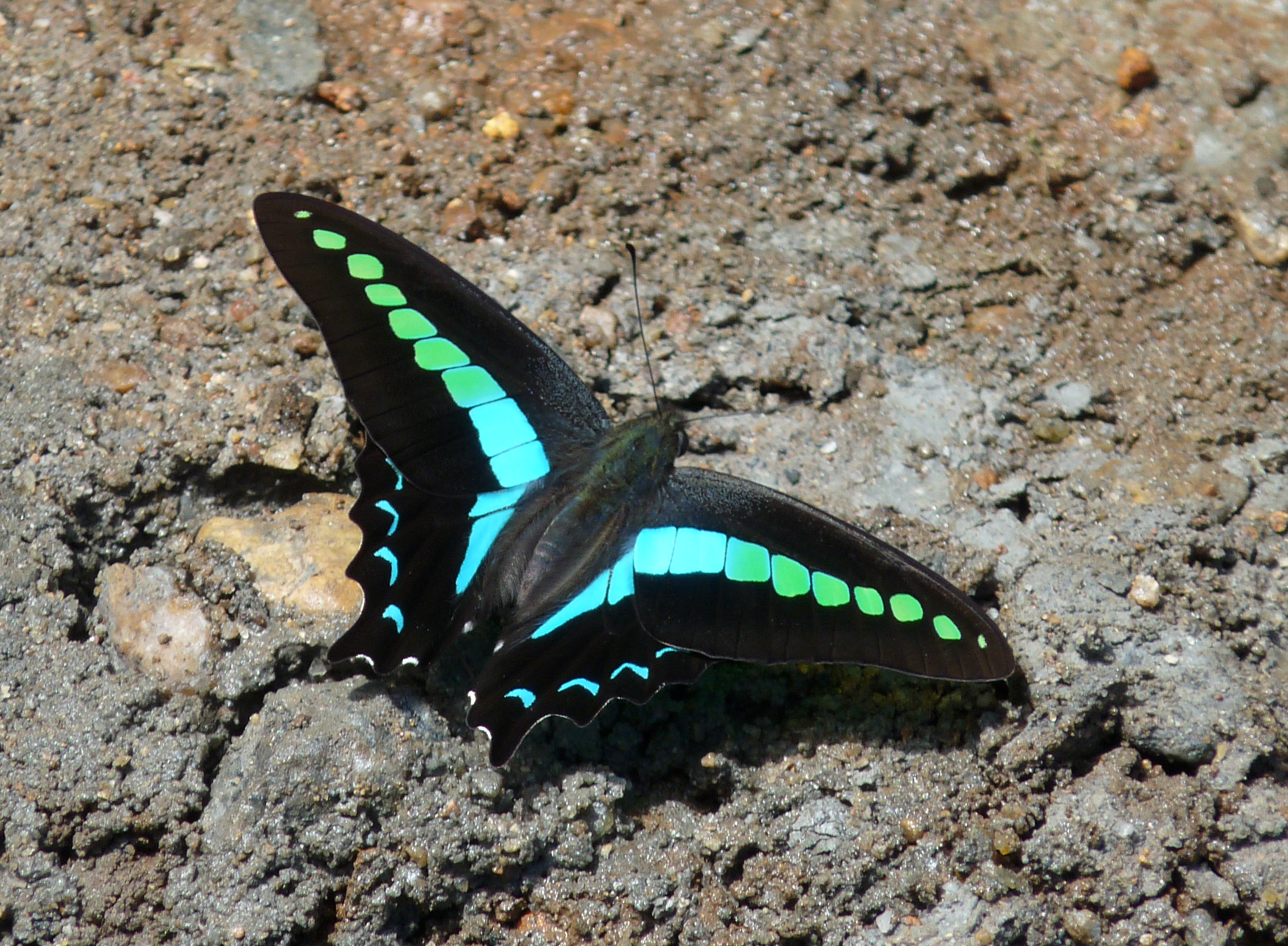
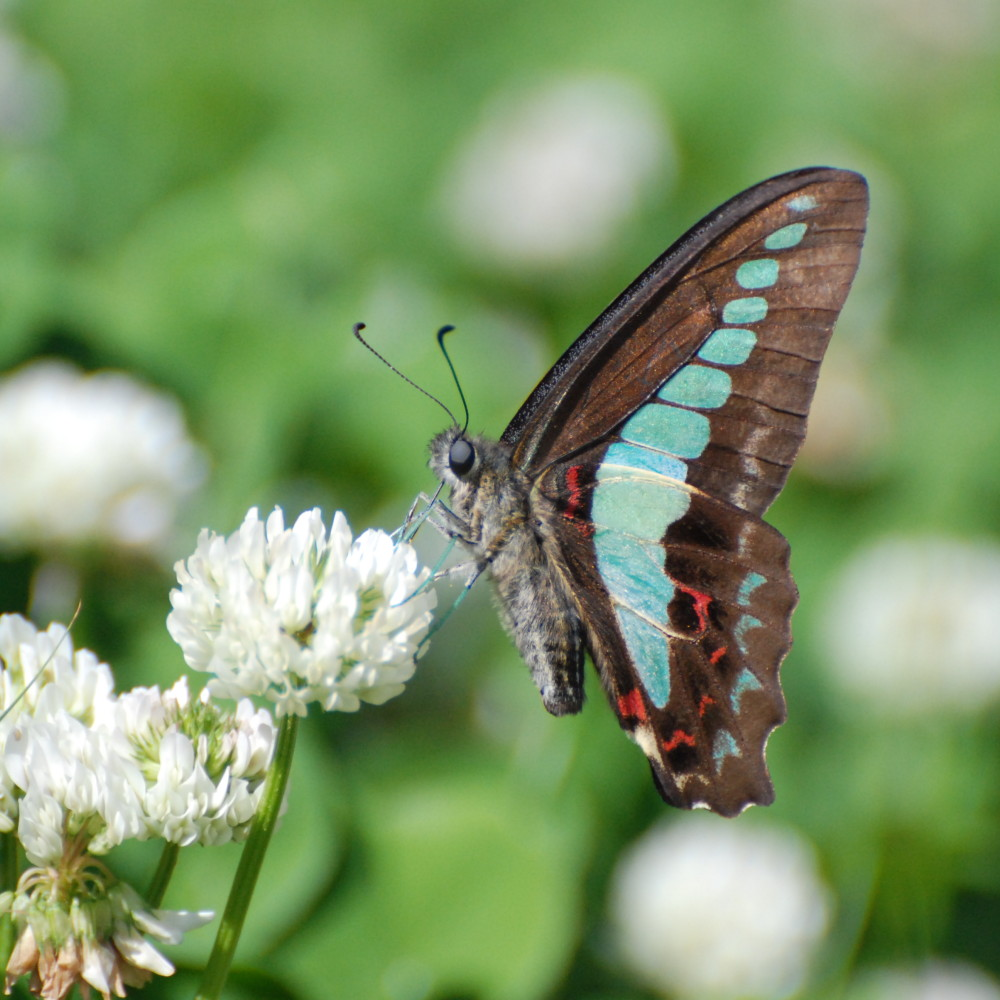